# ژل

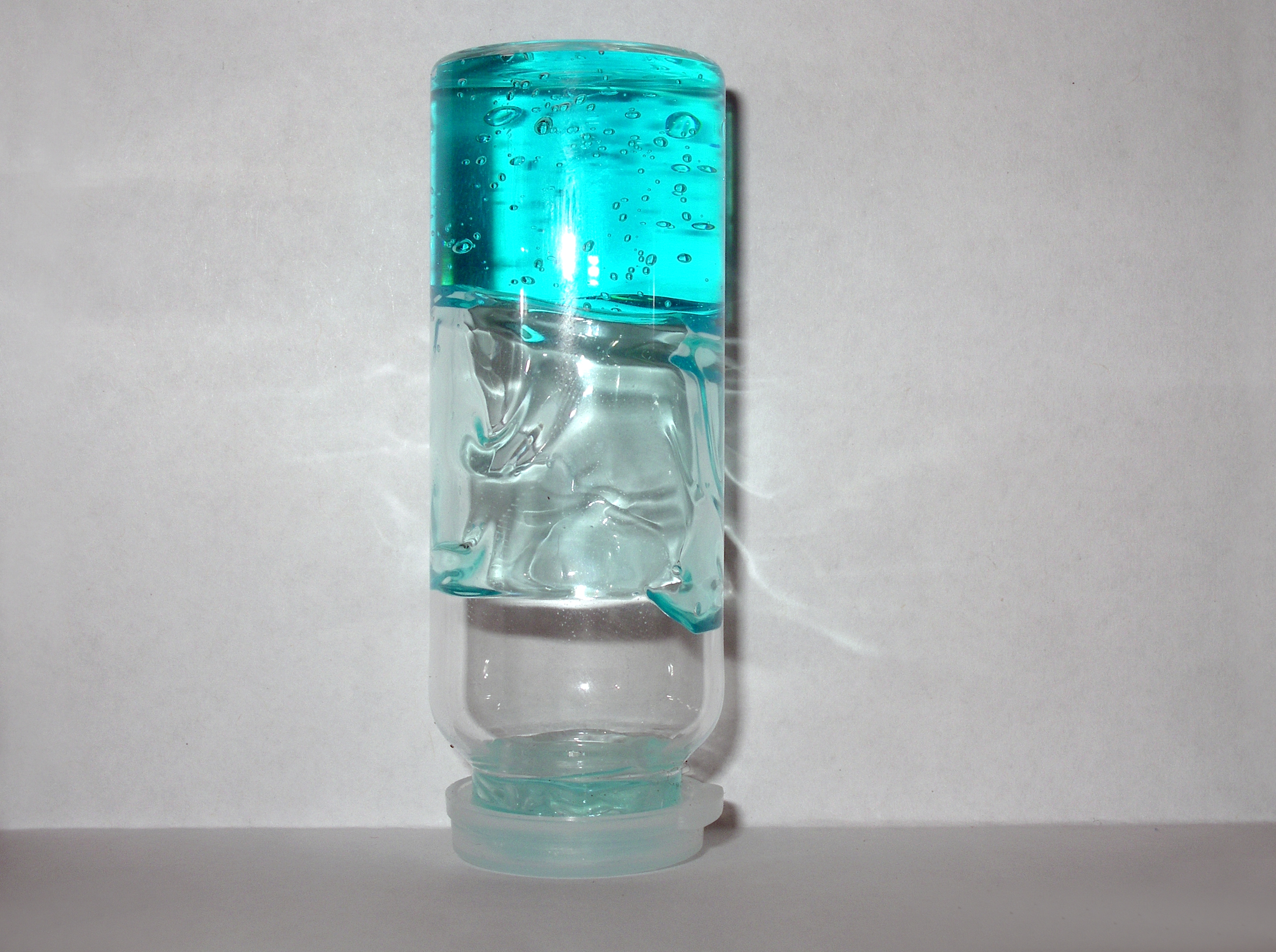
ژل مو

ژل (به انگلیسی: Gel) یک جامد ژلاتین مانند است که می‌تواند خاصیت آن از سست و ضعیف بودن تا قوی و سخت بودن متفاوت باشد و مصارف آن نیز مختلف است.